# Takelot I
Takelot I var en farao av Egyptens tjugoandra dynasti.
Han regerade under 800-talet f.Kr.